# Car pooling

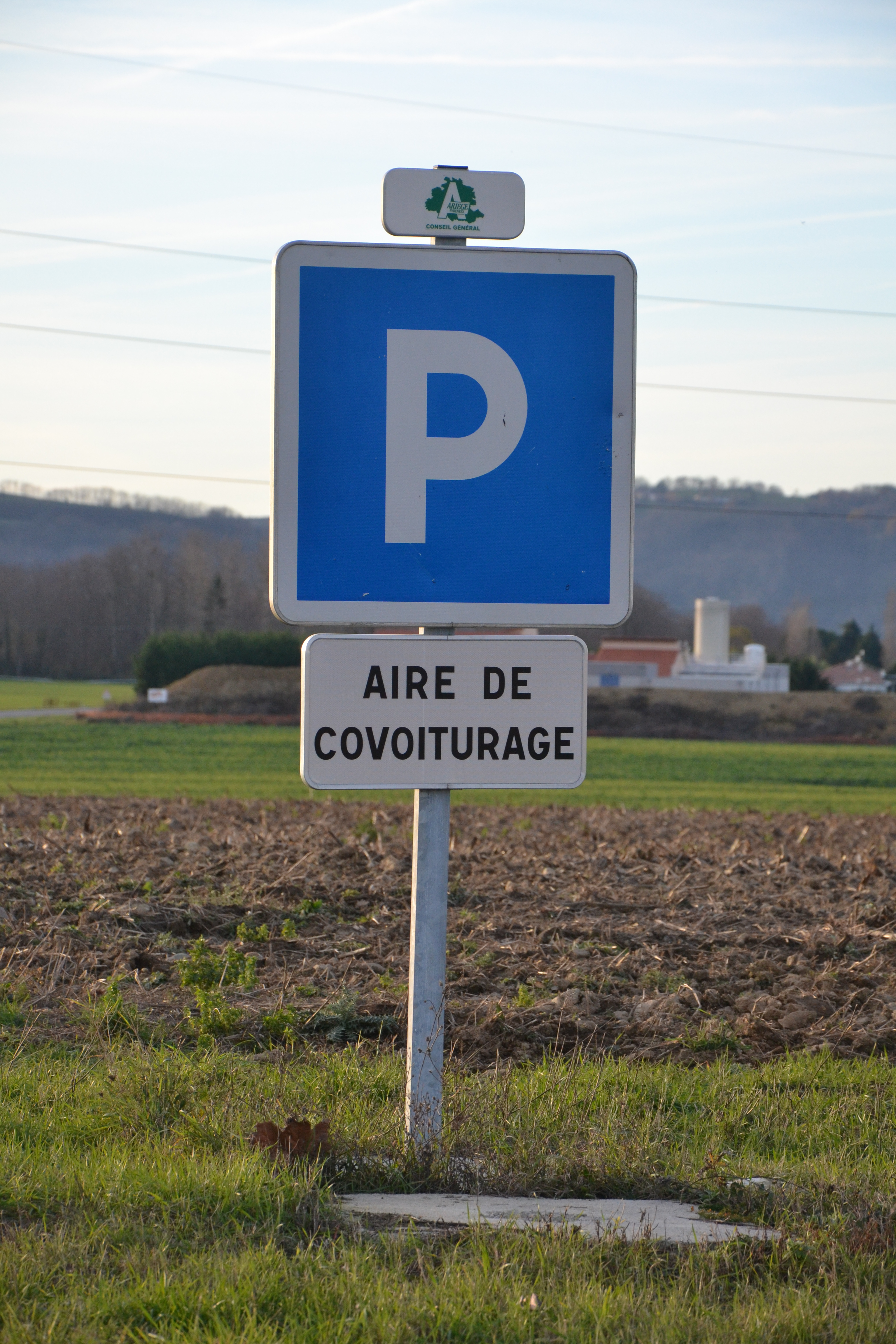
Cartello indicatore francese

Il car pooling, in italiano convetturaggio (o covetturaggio) o concarreggio, indica una modalità di trasporto che consiste nella condivisione di automobili private tra un gruppo di persone, con il fine principale di ridurre i costi del trasporto: è uno degli ambiti di intervento della cosiddetta mobilità sostenibile ed una delle principali misure di un Piano Spostamenti Casa-Lavoro (PSCL).

## Modalità di attuazione
Nel convetturaggio uno o più dei soggetti coinvolti mettono a disposizione il proprio veicolo, eventualmente alternandosi nell'uso, mentre gli altri contribuiscono con adeguate somme di denaro a coprire una parte delle spese sostenute dagli autisti. Tale modalità di trasporto è diffusa in ambienti lavorativi o universitari, dove diversi soggetti, che percorrono la medesima tratta nella stessa fascia oraria, spontaneamente si accordano per viaggiare insieme.
La pratica del condividere l'auto è maggiormente diffusa nei paesi del Nord Europa e negli Stati Uniti d'America, dove esistono associazioni specifiche e la pratica è prevista anche nella segnaletica stradale, mentre trova tuttora moderata applicazione in Italia; cominciano però a svilupparsi alcune iniziative specifiche che trovano spazio anche sui quotidiani nazionali.
Al 2009 risale un'iniziativa ufficiale da parte di Autostrade per l'Italia per l'incentivazione al convetturaggio: sulle autostrade A8 e A9 riduzioni sull'importo del pedaggio autostradale.

### Vantaggi
- Essendo le autovetture tipicamente progettate per un massimo di 4 o 5 occupanti e solitamente adoperate dal solo conducente, il convetturaggio potenzialmente potrebbe lenire la congestione del traffico riducendo il numero di veicoli in circolazione e senza bisogno di investimenti in nuove infrastrutture.
- Risparmio economico in termini di costo pro capite di carburante, olio, pneumatici, pedaggi, costi di parcheggio ecc.
- Riduzione dell'inquinamento, sempre a causa del minor numero di mezzi in circolazione.
- Miglioramento dei rapporti sociali tra le persone.
- Nessun problema con le normali RC Auto in Italia[7]

### Svantaggi
- La condivisione dell'automobile riduce il grado di flessibilità proprio dell'uso individuale di un veicolo, rendendosi necessario un accordo preventivo da parte dei passeggeri sui tempi di viaggio e sui percorsi previsti.
- Fra le peculiarità del trasporto individuale figura inoltre una sfera di privatezza che, nel convetturaggio come nei tassì collettivi, viene a mancare, diminuendo l'attrattività di tale modalità di trasporto, almeno per quelle fasce di viaggiatori che si avvalgono normalmente del viaggio in auto come momento del proprio lavoro (riunioni con colleghi, telefonate, ecc.)

## Le piattaforme di rete per il convetturaggio
La pratica del convetturaggio ha visto negli ultimi anni un incremento notevole, grazie alla diffusione di numerose piattaforme di rete che consentono a chi cerca un passaggio e a chi lo offre di incontrarsi e definire al meglio i dettagli organizzativi del viaggio, sia esso di natura occasionale o continuata. Le piattaforme di rete consentono, in particolare, di superare uno dei principali ostacoli della diffusione della pratica dell'auto condivisa, dato dalla naturale diffidenza nel condividere un viaggio in auto con degli sconosciuti. Grazie a un sistema di commenti presente su alcune piattaforme, è possibile infatti conoscere in anticipo il comportamento abituale del proprio eventuale compagno di viaggio, facilitando il superamento della diffidenza e l'accettazione della condivisione dello spostamento. Si è diffuso di recente anche l'utilizzo di applicazioni per smartphone per l'organizzazione di viaggi in car pooling.

## Demografia del convetturaggio in Italia
Secondo uno studio pubblicato nel febbraio 2011 da uno dei principali portali di convetturaggio in Italia, a praticarlo sarebbero essenzialmente i giovani: il 31% degli utenti sarebbe compreso nella fascia 18-24; il 29% in quella dai 25 ai 34 anni. Le donne sarebbero meno propense rispetto agli uomini a condividere l'auto, ma rappresenterebbero comunque il 38% degli utenti.
Secondo lo studio pubblicato a maggio 2012 da uno dei principali portali di Social Carpooling in Italia, il pubblico di sesso femminile ha ottenuto una crescita del 48% nell'anno 2012.
Gli ultimi dati pubblicati (ottobre 2012) evidenziano un'ampia diffusione del convetturagigo principalmente in Lombardia, Lazio e Piemonte;
tale pratica sembra essere particolarmente amata dagli studenti, ma anche dai membri dell'esercito e delle forze dell'ordine.
A livello di distribuzione geografica, il convetturaggio sarebbe praticato maggiormente nelle aree metropolitane e nel Nord Italia – con Milano, Roma, Torino, Como, Verona, Vicenza e Pistoia in testa – mentre nel Mezzogiorno e soprattutto in Sardegna stenta ancora a diffondersi; unico comune meridionale a fornire tale servizio è il comune di Salerno, dal 25 gennaio 2012.